# Waleriusz z Bierzo

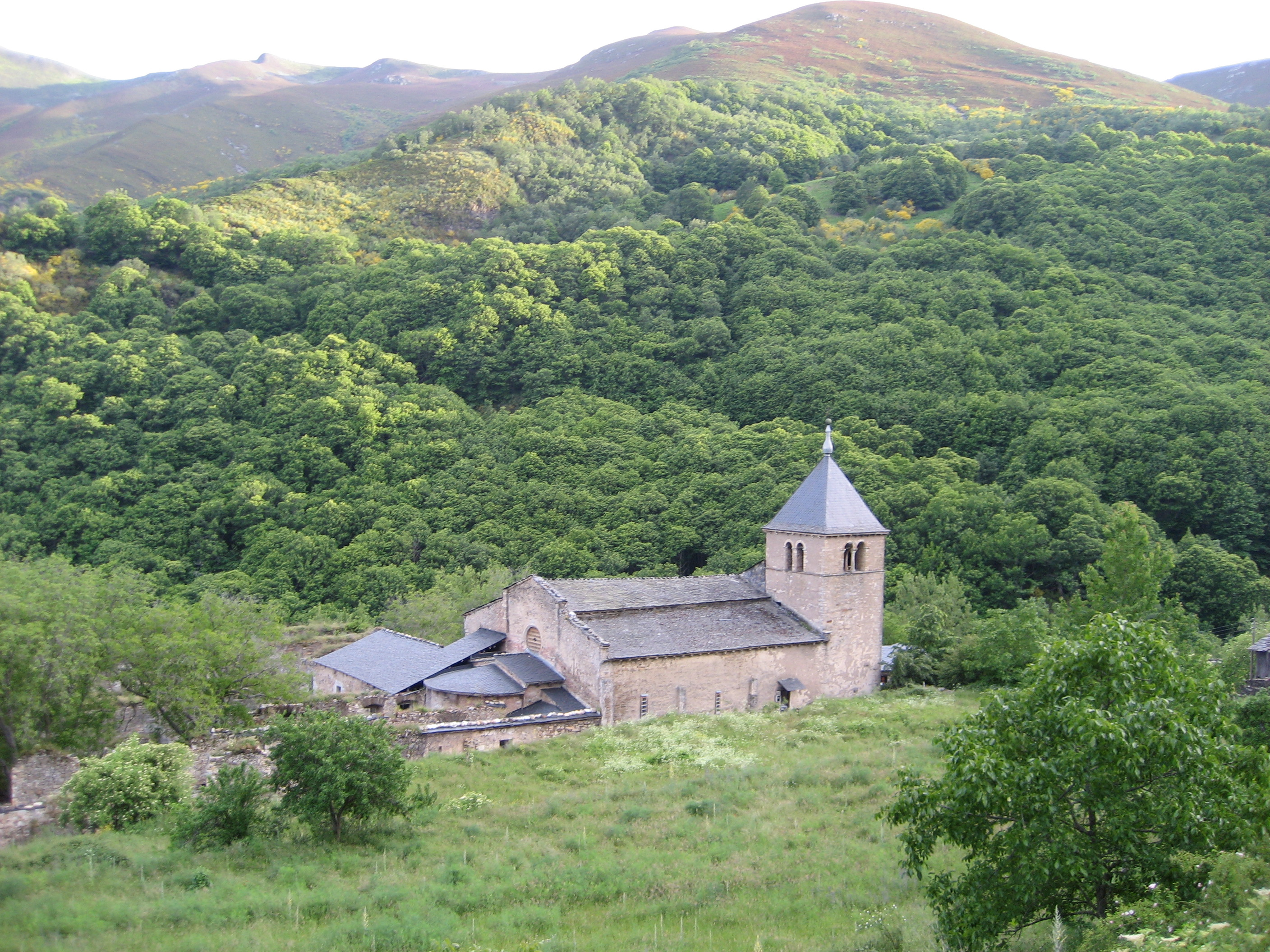
Klasztor San Pedro de Montes w którym mieszkał Święty Waleriusz

Święty Waleriusz z Bierzo (ur. ok. 630, zm. ok. 695) – pisarz chrześcijański, mnich, założyciel szkoły w Bierzo i autor dzieł ascetycznych pisanych późną łaciną hiszpańską.